# Miriam Miranda
Pour les articles homonymes, voir Miranda.
 (novembre 2024).
 (novembre 2024).
La mise en forme du texte ne suit pas les recommandations de Wikipédia : il faut le « wikifier ».
Les points d'amélioration suivants sont les cas les plus fréquents. Le détail des points à revoir est peut-être précisé sur la page de discussion.
- Les titres sont pré-formatés par le logiciel. Ils ne sont ni en capitales, ni en gras.
- Le texte ne doit pas être écrit en capitales (les noms de famille non plus), ni en gras, ni en italique, ni en « petit »…
- Le gras n'est utilisé que pour surligner le titre de l'article dans l'introduction, une seule fois.
- L'italique est rarement utilisé : mots en langue étrangère, titres d'œuvres, noms de bateaux, etc.
- Les citations ne sont pas en italique mais en corps de texte normal. Elles sont entourées par des guillemets français : « et ».
- Les listes à puces sont à éviter, des paragraphes rédigés étant largement préférés. Les tableaux sont à réserver à la présentation de données structurées (résultats, etc.).
- Les appels de note de bas de page (petits chiffres en exposant, introduits par l'outil «  Source ») sont à placer entre la fin de phrase et le point final[comme ça].
- Les liens internes (vers d'autres articles de Wikipédia) sont à choisir avec parcimonie. Créez des liens vers des articles approfondissant le sujet. Les termes génériques sans rapport avec le sujet sont à éviter, ainsi que les répétitions de liens vers un même terme.
- Les liens externes sont à placer uniquement dans une section « Liens externes », à la fin de l'article. Ces liens sont à choisir avec parcimonie suivant les règles définies. Si un lien sert de source à l'article, son insertion dans le texte est à faire par les notes de bas de page.
- La présentation des références doit suivre les conventions bibliographiques. Il est recommandé d'utiliser les modèles {{Ouvrage}}, {{Chapitre}}, {{Article}}, {{Lien web}} et/ou {{Bibliographie}}. Le mode d'édition visuel peut mettre en forme automatiquement les références.
- Insérer une infobox (cadre d'informations à droite) n'est pas obligatoire pour parachever la mise en page.

Pour une aide détaillée, merci de consulter Aide:Wikification.
Si vous pensez que ces points ont été résolus, vous pouvez retirer ce bandeau et améliorer la mise en forme d'un autre article.
Miriam Miranda est une activiste hondurienne, défenseure des droits humains et environnementaux des Garífunas. En tant que cheffe de l'Organisation Fraternelle Noire du Honduras (OFRANEH), elle a coordonné des efforts pour contrer le vol de terres par les grandes entreprises touristiques, récupérer les territoires ancestraux appartenant aux  communautés garífunas, lutter contre les narcotrafiquants, promouvoir des pratiques environnementales durables et soutenir le développement du leadership communautaire pour les jeunes et les femmes locales. Elle a été arrêtée et torturée illégalement par les autorités locales, et enlevée par des narcotrafiquants.
Miriam Miranda a reçu plusieurs distinctions prestigieuses : le Prix des Droits Humains Óscar Romero, le Prix de la Souveraineté Alimentaire Internationale décerné par l'Alliance pour la Souveraineté Alimentaire des États-Unis, ainsi que le prix environnemental Carlos Escaleras en 2016 pour ses 30 années d'activisme. En 2019, elle a été récompensée par le Prix des Droits Humains de la Fondation Friedrich Ebert à Berlin, en Allemagne.

## Jeunesse

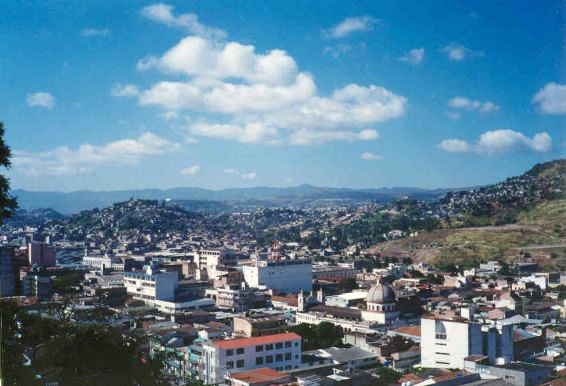
Vue de Tegucigalpa, capitale de l'Honduras

Miriam Miranda est née à Santa Fe, dans le département de Colón, une communauté côtière garífuna au Honduras. Durant son enfance, sa famille a quitté le village en quête de meilleures opportunités de travail et d’éducation, voyageant entre différentes plantations de bananes,
Elle a étudié à l’université de Tegucigalpa où, durant ses années d’études, elle a pris conscience des mouvements sociaux, notamment ceux soutenant les droits des femmes indigènes et des populations défavorisées au Honduras. Finalement, elle a décidé de se concentrer sur la défense des droits des Garífunas, descendants métissés d’esclaves d’Afrique de l’Ouest qui se sont échappés dans les Caraïbes au XVIIe siècle avant de s’installer dans des pays d’Amérique centrale et du Sud, comme au Honduras.

## Militantisme
Miriam Miranda dirige l’Organisation Fraternelle Noire du Honduras (OFRANEH), créée en 1979. Cette organisation soutient activement les droits légaux des communautés indigènes et garífunas tout en offrant des ressources pour le développement du leadership communautaire, l’éducation environnementale, la santé et d’autres services.
Les membres de l’OFRANEH ont occupé des terres au Honduras autrefois appartenant aux communautés garífunas, revendiquant ces terres comme territoire ancestral en s’appuyant sur les lois internationales en matière de droits humains pour empêcher les expulsions. L’organisation a également porté des affaires devant la Cour interaméricaine des droits de l’homme concernant la confiscation des terres ancestrales. En 2015, après que l’homme d’affaires canadien Randy Jorgensen a illégalement développé un complexe de tourisme de masse sur des terres garífunas, l’OFRANEH l’a poursuivi en justice. Miriam Miranda a aussi combattu d’autres projets destructeurs, comme des centrales hydroélectriques ou des plantations industrielles d’huile de palme.

### Stations de radios communautaires
Au Honduras, la majorité des médias radio et télévisés commerciaux sont contrôlés ou censurés par le gouvernement. En réponse à cela, l’OFRANEH a créé des stations de radio communautaires garífunas pour promouvoir la protection des territoires ancestraux. L’organisation gère aujourd’hui six stations à travers le pays. Après que les activistes aient constaté que les médias locaux faisaient obstacle aux efforts visant à protéger le territoire ancestral garífuna, l'OFRANEH a créé une nouvelle station de radio communautaire garífuna. Par la suite, l'OFRANEH s'est associée à d'autres stations de radio communautaires pour former le Réseau Mésoaméricain de Radio Communautaire. L'OFRANEH gère désormais six stations de radio à travers tout le Honduras.
L'une des stations de radio financées et organisées par l'OFRANEH, appelée Faluma Bimetu (qui signifie "coco doux" en garífuna), est située dans le village de Triunfo de la Cruz, au nord du Honduras. La station a été fondée en 1997 et diffuse 24 heures sur 24 un programme composé de musique traditionnelle et d'émissions sur des sujets tels que l'environnement, la violence domestique, l'abus de substances, la santé, la spiritualité et le développement du leadership pour les jeunes et les femmes. Faluma Bimetu a été la cible de son engagement: en 2010, la station a été victime d'une tentative d'incendie criminel qui a endommagé le bâtiment et son équipement de transmission. Bien que la police n'ait procédé à aucune arrestation, certains activistes ont accusé la société touristique Indura Beach and Golf Resort d'être responsable de cet incendie, l'entreprise ayant été accusée de déloger des familles garífunas et de redessiner illégalement les limites des terres pour construire de nouveaux hôtels.
D'autres stations de radio de l'OFRANEH se sont concentrées à ressortir les injustices sociales et le travail des activistes locaux. En 2016, Radio Lumamali Giriga a diffusé une interview de l'activiste hondurienne Madeline David Fernández, qui avait été arrêtée et aurait été torturée par la police hondurienne. L'histoire a ensuite été relayée par d'autres stations de radio et organisations.

### Menaces, enlèvements et arrestations illégales
L’ONG britannique Global Witness a qualifié le Honduras comme «le pays le plus mortel au monde » pour les activistes s’opposant aux grandes entreprises. Entre 2010 et 2017, environ 120 activistes honduriens ont été assassinés. Miriam Miranda a été menacée et enlevée en représailles à son travail et a été publiquement présentée comme une criminelle dans les médias locaux.
Le 28 mars 2012, lors de manifestations publiques non violentes organisées à travers le Honduras, Miranda a été tabassée par la police et l’armée, puis arrêtée et détenue pendant douze heures. Elle a été accusée de sédition après sa libération,.
A l'été 2014, elle est kidnappée par des hommes lourdement armés avec sept de ses collègues, alors qu'ils effectuaient une visite de routine sur leurs terres. Des trafiquants de drogue avaient reconstruit pour leur trafic un aéroport détruit par les autorités quelques mois plus tôt, et elle et ses collègues ont pris des photos de la piste restaurée, puis ont été enlevés. Le groupe a été libéré après destruction des photographies.
En janvier 2017, alors qu’elle se recentrait dans la ville portuaire de La Ceiba, Miranda et trois autres leaders de la communauté garífuna ont été arrêtés et détenus illégalement par la police. Cette arrestation a eu lieu malgré une ordonnance de la Cour interaméricaine des droits de l'homme qui exigeait des autorités honduriennes qu’elles assurent la protection policière de Miranda.

## Rôle des femmes dans l'activisme
Traditionnellement, les terres ancestrales garífunas au Honduras sont héritées par les femmes et transmises à leurs enfants. Les femmes sont souvent profondément impliquées dans la protection de ces terres et dans la préservation des traditions culturelles.
Lors d’un interview, Miranda a souligné son engagement à reconnaître le rôle crucial des femmes en tant que défenseures des communautés et du patrimoine culturel :
«Partout au Honduras, tout comme en Amérique latine, en Afrique, en Asie, les femmes sont en première ligne des luttes pour nos droits, contre la discrimination raciale, pour la défense de nos biens communs et notre survie. Nous sommes au front non seulement avec nos corps, mais aussi avec notre force, nos idées, nos propositions. Nous ne portons pas seulement des enfants, mais aussi des idées et des actions.» 

## Prix et distinctions
En 2015, l'OFRANEH a reçu le Prix International de la Souveraineté Alimentaire décerné par l'Alliance pour la Souveraineté Alimentaire des États-Unis. Miriam Miranda a également été désignée co-lauréate du Prix Óscar Romero des Droits Humains, aux côtés de l'activiste environnementale hondurienne Berta Cáceres. En octobre 2016, en reconnaissance de ses 30 années de lutte pour la défense des droits des Garífunas, Miranda a reçu le prix environnemental Carlos Escaleras.

## Sources
1. 1 2  (en-US) Ana María Enríquez, Por Alison Bowen, « In Honduras, Female Land Rights Need More Help », sur Women's eNews, 25 novembre 2014 (consulté le 3 décembre 2024)
2. 1 2  (en-US) Riddhima Kanetkar, « Here's A Look At Americas' Indigenous Women Leaders », sur International Business Times, 9 août 2017 (consulté le 21 décembre 2024)
3. 1 2 3  (en-US) « 5 Latin American Land Defenders Standing Up to Goliath Corporations », sur Remezcla (consulté le 21 décembre 2024)
4. ↑  (en-US) « INTERNATIONAL WINNER: BLACK FRATERNAL ORGANIZATION OF HONDURAS (OFRANEH) », sur Food Sov Price, 15 novembre 2018 (consulté le 21 décembre 2024)
5. 1 2  (en-US) « 8 Groundbreaking Garifuna Figures You Should Know », sur Remezcla (consulté le 21 décembre 2024)
6. ↑  (en) « Without Our Land, We Cease To Be a People: Defending Indigenous Territory and Resources in Honduras », sur HuffPost, 26 août 2013 (consulté le 21 décembre 2024)
7. 1 2 3  (en-US) Christopher Clark, « Honduras: Indigenous Garifuna use radio to fight for their land », sur Mongabay Environmental News, 25 juin 2018 (consulté le 21 décembre 2024)
8. ↑  (en) « ‘Am I next?’ Honduras land activists face deadly waiting game », sur The Irish Times (consulté le 21 décembre 2024)
9. 1 2  (en) « Joint appeal for end to persecution of community and opposition media | RSF », sur rsf.org, 1er avril 2011 (consulté le 21 décembre 2024)
10. ↑  (en-US) Ana María Enríquez, Por Alison Bowen, « In Honduras, Female Land Rights Need More Help », sur Women's eNews, 25 novembre 2014 (consulté le 21 décembre 2024)